# حلزون چشم‌گربه‌ای دوشیزه
حلزون چشم‌گربه‌ای دوشیزه (نام علمی: Haliotis virginea) نام یک گونه از سرده گوش‌دریا است.